# Vrhe (Novo mesto)

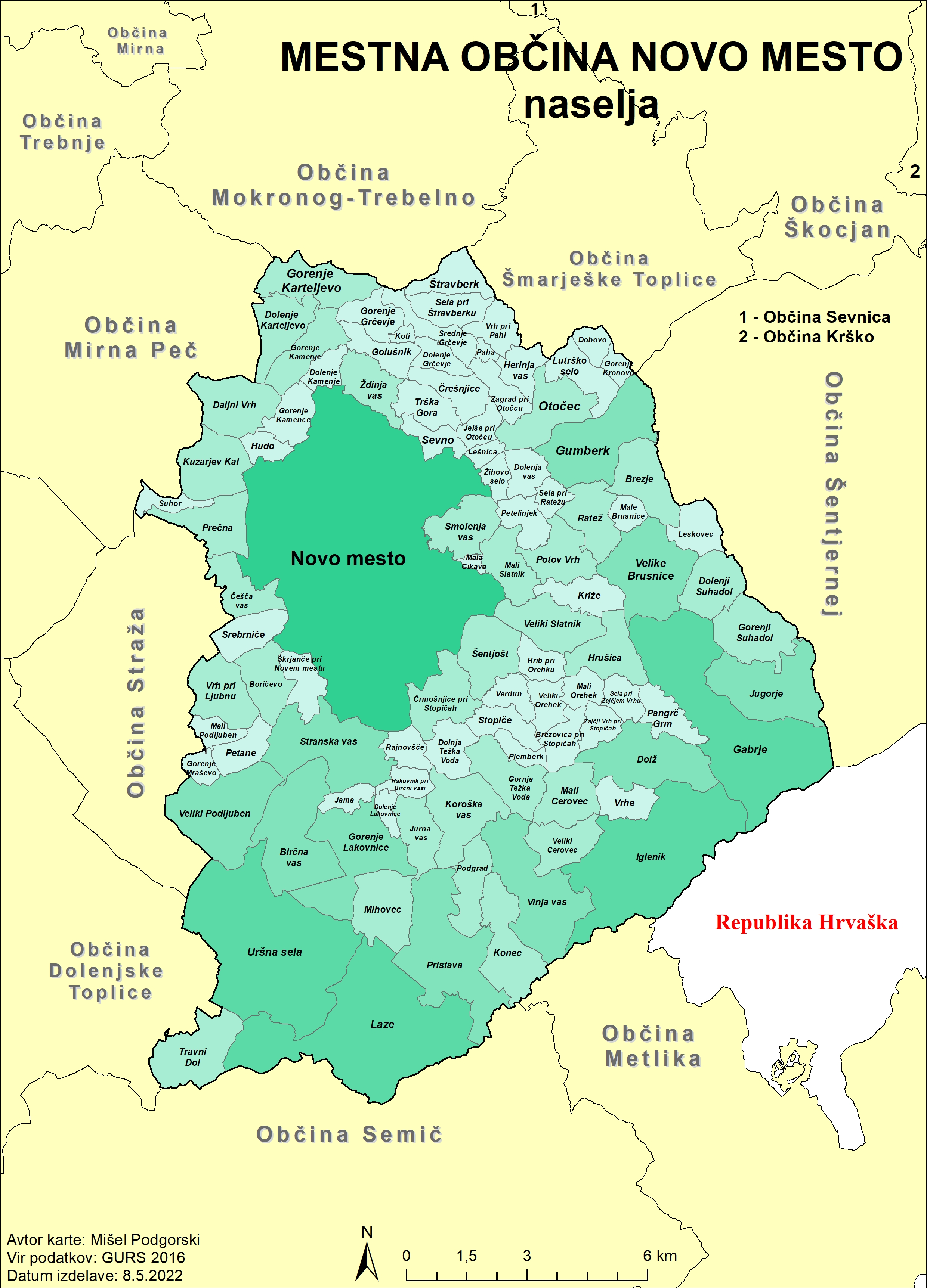
Ortschaften der Stadtgemeinde Novo mesto

Vrhe ist der Name einer Ortschaft im Südosten Sloweniens, die zur Ortsgemeinschaft Dolž der Stadtgemeinde Novo mesto gehört.

## Lage
Der Ort liegt am Fuß des Žumberak-Gebirges. Wie die umgebenden Orte ist Vrhe stark landwirtschaftlich geprägt. Das Dorf grenzt an die Siedlungen Dolž im Norden, Mali Cerovec im Westen und Süden sowie Iglenik im Süden und Osten. Die Grenze zu Kroatien verläuft südöstlich der Gemeinde im nächsten Punkt in weniger als drei Kilometer Entfernung.
Der Ort liegt auf einer Anhöhe, im Nordosten des Ortsgebietes verläuft im Tal ein Arm der Bach Klamfer als ein Teil der Gemarkungsgrenze zur Nachbarsiedlung Dolž.

## Geschichte
Der Name wurde 1992 von Vrhe pri Dolžu in Vrhe geändert.